# Farmacocinetică

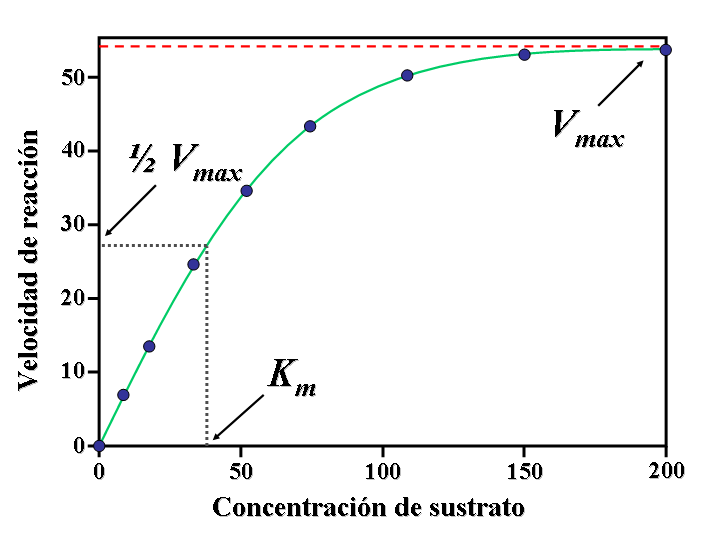
Grafic ce prezintă o cinetică de tip Michaelis-Menten în cadrul relației dintre enzimă și substrat

Farmacocinetica (uneori abreviată PK; provine din greaca veche: „pharmakon” = medicament și „kinetikos” = mișcare) este o ramură a farmacologiei care are ca scop determinarea tuturor proceselor pe care le suferă o substanță chimică administrată într-un organism viu, mai exact procesele de absorbție, distribuție, biotransformare și de eliminare din organism. Printre substanțele de interes se numără orice xenobiotic, precum: substanțe medicamentoase, substanțe toxice, pesticide, aditivi alimentari, cosmetice, etc. 
Pe de altă parte, farmacodinamica se ocupă cu studiul acțiunii medicamentului (efectele produse) asupra organismului. Cele două științe împreună oferă detalii extrem de importante referitoare la dozarea, beneficiului, riscul și reacțiile adverse asociate administrării xenobioticelor.

## Introducere
Principalul scop al farmacocineticii este de a descrie acțiunea organismului asupra unui xenobiotic ca urmare a administrării acestuia pe o anumită cale de administrare și într-o anumită formă farmaceutică. O substanță, odată introdusă în organism, poate suferi procese de absorbție (de la locul administrării, cu creșterea concentrației sale în organism), de distribuție (în diferite zone din organism), de metabolizare sau de biotransformare (în principal prin reacții enzimatice, precum cele dependente de sistemul citocrom P450 sau enzimele de glucuronoconjugare) și de eliminare din organism (a substanței ca atare sau a metaboliților acesteia, pe mai multe căi: excreție urinară, hepatică, biliară, prin fecale sau alte secreții). Proprietățile farmacocinetice sunt legate de calea de administrare și de forma farmaceutică (elemente ce țin de biofarmacie), care pot avea un efect direct asupra vitezei de absorbție. Bineînțeles, în unele cazuri (precum în administrarea parenterală) nu există proces de absorbție.
În studiul farmacocinetic s-au adaptat modele matematice pentru a se putea conceptualiza totalitatea proceselor care au loc la interacția dintre organism și substanța de interes. Acestea pot fi monocompartimentate, bicompartimentate sau multicompartimentate, cele din urmă fiind cea mai bună aproximare a realității. Totuși, din cauza complexității, cel mai frecvent se aplică modele mono- și bicompartimentate. În farmacocinetică se utilizează termenul ADME (uneori LADME), care face referire la procesele care au loc:
- Eliberare – procesul de cedare al substanței din forma farmaceutică.[6][7]
- Absorbție – procesul prin care substanța ajunge în circulația sistemică.
- Distribuție – procesul prin care substanța este dispersată în fluidele și în țesuturile organismului.
- Metabolizare (sau biotransformare, inactivare) – procesul prin care substanța este recunoscută ca xenobiotic și prin care este transformată ireversibil în metaboliți, prin intervenția sistemelor enzimatice, cu scopul de a îi impregna o hidrofilie mai mare pentru a putea fi eliminată mai ușor și mai rapid din organism.
- Eliminare (sau excreție) – procesul prin care substanța este eliminată ireversibil din organism.

Toate aceste concepte sunt reprezentate prin formule matematice și prin reprezentări grafice. Modelele obținute ajută la înțelegerea caracteristicilor unor molecule, dar și relația care există dintre comportamentul unui compus și caracteristicile acestuia, precum: constanta de disociere (pKa), biodisponibilitatea, solubilitatea, absorbția și distribuția. Modelele pot fi aplicate în industria farmaceutică (de exemplu, în formularea de medicamente generice prin studii necesare de bioechivalență) sau în farmacia clinică.

## Modele farmacocinetice

Reprezentarea grafică a proceselor de absorbție și respectiv de eliminare la un model farmacocinetic monocompartimentat

Rezultatul final al transformărilor suferite de către medicament în organism depinde de suma mai multor factori. Cu scopul simplificării studiilor farmacocinetice au fost dezvoltate modele farmaceutice bazate pe analogia organismului cu mai multe compartimente strâns relaționate între ele.
În modul farmacocinetic monocompartimentat, cea mai simplă modelare, consideră organismul ca fiind omogen, astfel că distribuția se face într-un singur compartiment. Cu alte cuvinte, se consideră că concentrațiile plasmatice ale substanței sunt bine reprezentate în fluide și țesuturi și că eliminarea substanței este direct proporțională cu concentrația sa în organism (având o cinetică de ordinul 1).
Totuși, acest model nu este aplicabil pentru toate situațiile reale, deoarece nu toate țesuturi prezintă aceeași irigare sanguină și aceeași afinitate pentru molecule lipofile, de unde provine o diferență mare pentru diferiți compuși. În plus, unele țesuturi, precum este cel cerebral, prezintă bariere de protecție (precum bariera hematoencefalică) cu rol de restricționare al trecerii unor molecule. Astfel, într-un model farmacocinetic bicompartimentat, organismul este vizualizat ca fiind alcătuit din două compartimente: compartimentul central (viteză de distribuție mare, organe bogat vascularizate, pentru care prezintă afinitate moleculele hidrofile) și compartimentul periferic (viteză de distribuție mică, organe slab vascularizate, pentru care prezintă afinitate moleculele lipofile).
Pot exista variații și în acest model, depinzând de compartimentul din care se produce eliminarea. Cel mai frecvent, eliminarea are loc din compartimentul central, deoarece ficatul și rinichii sunt puternic vascularizați. Se mai poate ca eliminarea să se producă preponderent din compartimentul periferic, sau chiar din ambele compartimente paralel.
Deși se apropie cel mai mult de realitate modelele policompartimentate necesită utilizarea unor ecuații matematice foarte complexe pentru descrierea proceselor. Există programe informatice capabile să le rezolve. Alegerea unui model farmacocinetic se va face astfel încât acesta să aibă cea mai mică marjă de eroare posibilă pentru substanța luată în considerare.

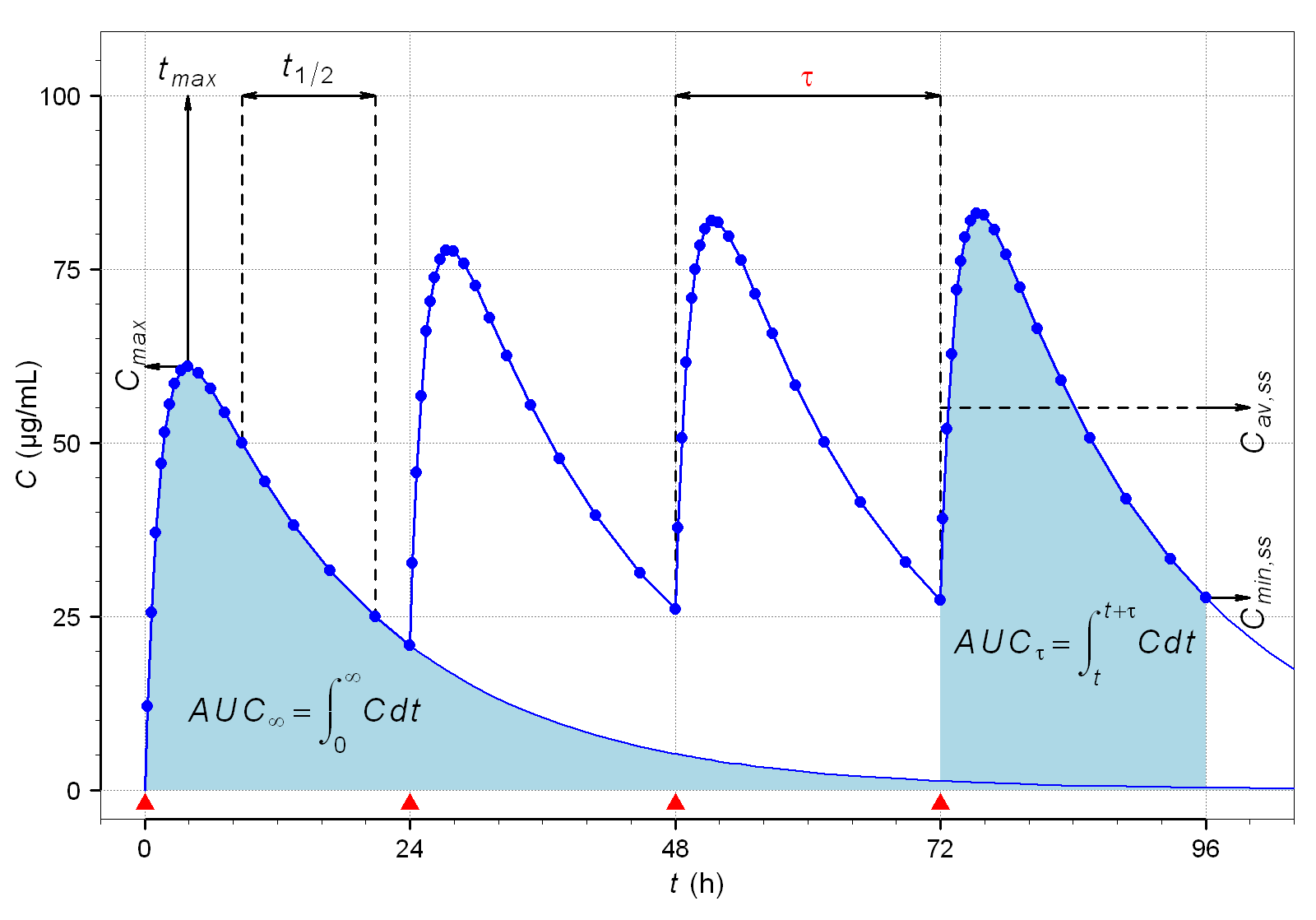
Dependența concentrațiilor plasmatice ale unui medicament de timp pe parcursul a 96 de ore, după administrarea orală la fiecare 24 de ore. La starea staționară și la farmacocinetica liniară, AUCτ=AUC∞. Starea staționară se atinge după 5 × 12 = 60 de ore. Graficul prezintă o variație tipică a concentrațiilor plasmatice și principalii parametri farmacocinetici.